# Enigmatita
La enigmatita es un mineral de la clase de los inosilicatos, y dentro de esta pertenece al llamado “grupo de la aenigmatita”. Fue descubierta en 1865 en Narsaq, Groenlandia (Dinamarca), siendo nombrada así del griego aenigma (un enigma) en alusión a su incierta composición química. Sinónimos poco usados son: aenigmatita, cosyrita y kolbingita.

## Características químicas
Es un silicato anhidro de sodio, hierro y titanio. Su estructura molecular es la de inosilicato con cadenas sencillas de periodo cuatro.
Forma una serie de solución sólida con la wilkinsonita (Na(Fe2+)2Fe3+O[Si3O9]), en la que la sustitución gradual del titanio por hierro va dando los distintos minerales de la serie.
Además de los elementos de su fórmula, suele llevar como impurezas: aluminio, manganeso, magnesio, calcio, potasio y cloro.

## Formación y yacimientos
Aparece como constituyente primario de rocas volcánicas alcalinas ricas en sodio, en rocas pegmatitas y en otras rocas ígneas pobres en sílice.
Suele encontrarse asociado a otros minerales como: egirina, augita, riebeckita, arfvedsonita, hedenbergita, fayalita o ilmenita.